# 自殺用塑料袋

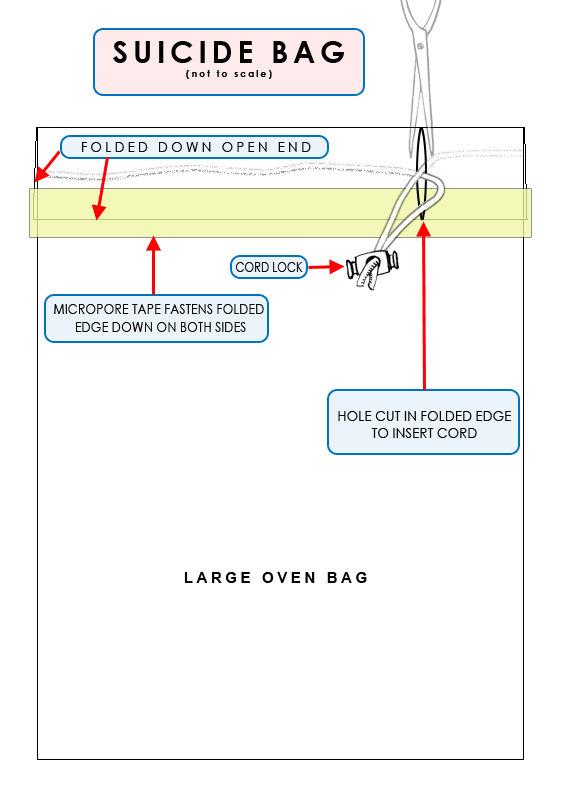
對自殺用塑膠袋各部分的描述。

自殺用塑膠袋，或稱解脫袋、自杀袋，是一款自帶拉繩的大塑料袋，用以予人透過惰性氣體窒息來自殺。它一般會透過充入像氦氣和氮氣般的惰性氣體，來防止自殺者出現高碳酸血症的症狀:45。如果自殺者在死去後遭某人取下塑料袋和氣體罐，後繼人士便難以追查及確定其死因。

## 歷史
透過充入氦氣的塑料袋來輔助自殺的最早記錄於20世紀90年代間出現。自21世紀以來，關於自殺用塑料袋的指南便不斷於互聯網上湧現，同時透過此一用具來自殺的人亦愈趨普遍。
此一用具最開始的時候是由新科技團體（NuTech group），一個由霍夫塞斯、克漢弗里、一群醫師及工程師合辦的團體）負責開發。
克漢弗里於其所擇寫的《最終出路》中形容自殺用塑料袋為「一款自帶魔术贴的大塑料袋，該魔术贴能調節至緊套着脖子」。2000年推出至市面的《最終出路（補充版）》則提到了其如何跟惰性氣體併用。
在2002年，支持安樂死合法化的非營利組織解脱国际於澳洲對外分發自殺用塑料袋的成品，結果驚動了當地政府及反對安樂死合法化的團體。其中一個反安樂死團體更表示，他們擔心情緒低落者會嘗試透過自殺用膠袋來自殺。
加拿大犯罪學家、死亡權爭取者奧格登指出，自殺用塑料袋能為身患絕症的人提供一個選擇，且就當時的實際情況而言，它的推廣並沒有令自殺人數增加。然而他於其後表示，他自己也不清楚此一用具有沒有被絕症患者或精神病患者所應用。
專門協助絕症患者自殺的組織Dignitas的創辦人米內利於2008年拍攝了四名絕症患者透過吸入氦氣來自殺的過程。自此，此一自殺方法「便獲得部分美國人及歐洲人的青睞，因其能可靠快速地使人於無痛苦的情況下死去」。
解脱国际的創辦人尼特舍克在該組織的其中一期會員通訊中指出，吸入氮氣對人體產生不良反應的風險較氦氣為低，且前者在澳洲和新西蘭也較易獲得。尼特舍克亦以解脱国际的名義出售包含氮氣罐	和調節器在內的自殺套裝。他同時透過製作海報、短片以及工作坊手册來教導人們如何利用氮氣和自殺用塑料袋來自殺。尼特舍克稱此一自殺方式能使人像患了肺炎般死去——肺炎會使肺部難以從空氣中獲得足夠的氧氣，繼令患者缺氧，最後「通常使其於非常安詳平和的情況下死去」。
世界上最大的一次性氦氣瓶生產商沃新顿工业公司已確保其所生產的氦氣瓶混有達20％的空氣。死亡權爭取者漢弗里於2015年指出，这使得該些氦氣瓶並不適合跟自殺用塑料袋併用。
荷蘭精神病學家夏波於其2015年發表的著作《有尊嚴地死去》（Dignified Dying）中指出，充入惰性氣體的自殺用塑料袋「能使人在短時間內無痛而又安全地」自殺。

## 部分地區的法律限制
部分地區對自殺用塑料袋的銷售加以禁止。美國聯邦調查局於2011年突擊搜查一間位於加利福尼亞的邮购业务公司，该間公司其後因販賣自殺用塑料袋等協助自殺工具，而被迫停業。此一事件亦使得俄勒冈州開始草擬相關法律，並獲得通過，成為全美首個立法禁止銷售自殺用塑料袋的州份。
加拿大的死亡權爭取者因澳洲政府於2001年宣布將审核自殺用塑料袋的進口，而停止向當地輸出自殺用塑料袋。澳洲昆士蘭省的警員於2002年表示，自殺用塑料袋並沒有違反當地的任何法律；同時澳洲政府表示它正在考慮禁止自殺用塑料袋的銷售。解脫國際對此的應對方法包括只按要求將自殺用塑料袋寄送給會員、在塑料袋上貼上警告標示、以解脫袋這一稱呼取代自殺用塑料袋，以及不隨產品附上教學指南。

## 生理機制
自殺用膠袋能提供一個限制氧氣供應，且充滿惰性氣體的低二氧化碳水平環境。它是一款不透氣的膠袋，這能避免當事人獲得足夠的氧氣用以存活，並使所需的惰性氣體量盡可能減少。（把惰性氣體充滿至任何封閉空間也可以達到同樣的效果，但所需的惰性氣體量將大幅增加，且可能會波及第三方。）
吸入非氧氣體不僅能使當事人不能補充正常代謝過程中需用到的氧氣，亦能使肺部氣體交換區域中保持濃度差的殘餘氧氣散失，使得血氧水平更快地下降。缺氧血通過循環系統進入重要器官，比如腦部，因此其所獲得的氧氣體積迅速降低至不足以維持意識的水平。而當腦部的功能減退至不足以控制心臟時，當事人便會出現心臟驟停的情況。對於大多數人而言，肺泡氧氣壓力一旦小於30mmHg，其所獲得的氧氣便不足以支持其意識。
正常人的呼吸主要受制於血液的二氧化碳濃度及其pH值。當無法吸入新鮮空氣時，血液二氧化碳濃度便會升高，引發強烈的呼吸反射及痛苦，最終引起「想要吸入空氣」的渴求；在二氧化碳濃度很高的環境中隨意呼吸的人會出現同樣反應。如果當事人在沒有二氧化碳的環境中呼吸，那麼其血液二氧化碳濃度將一直維持在低水平，且不會有增加呼吸頻率的衝動。這是因為正常人的呼吸中樞對血氧水平的變化基本毫無反應 。
只吸入惰性氣體的人儘管可能會感到虛弱、疲倦，以至出現神志不清的狀態，但卻沒有加快呼吸頻率的強烈衝動。實踐者須盡量減少進入密閉空間的氧氣和二氧化碳，才能有效地以此一方法來實踐安樂死。儘管在密閉空間內存有少量的氧氣並不會影響最終結果，但卻可能會延長自殺所需的時間。

## 所選用的氣體对人体的影響和危害
氦氣和氮氣是無毒的，因此若在氧氣濃度足夠的情況下吸入之，那麼便不會產生任何短期或長期的不良影響。其也不會為第三方帶來窒息以外的健康風險。該些氣體的危險之處在於它們無法被人的感受器探測到，且在其濃度升至足以令人窒息的水平時，人們的第一相關反應就可能已是失去意識。若惰性氣體的濃度較低，那麼實踐者便可能會出現精神混乱和乏力的情況。只要在通風良好的房間內使用，那麽不論往自殺用塑料袋充入的是氦氣還是氮氣，都不會對第三方構成傷害，且不會觸發火災。
儘管丙烷、丁烷和天然氣都帶有不同程度的麻醉功效，但它們皆可能會引發嚴重的火災和爆炸。它們一般都添加了带有強烈氣味的添加物，以便人們察覺。一旦大量攝入這些添加物，便可能使人中毒；但在短時間內這種情況不會發生，因此該些強烈氣味能提醒人們氣體經已洩漏。儘管該些添加物可能會阻止被添加的氣體用於安樂死，但它們的最主要用途在于預防火災的發生。
丙烷的毒性水平較低，因為它不易被人體吸收，且不具有生物活性。由於它比空氣重，所以它更可能在低處積聚，在通風不良的情況下更是如此。丁烷跟丙烷類似，且比丙烷重。

## 相關研究
不少文獻皆對透過膠袋、面罩和氣體來自殺的案例進行了記錄。
此外亦有透過「往塑料袋充入惰性氣體以外的氣體」的方式來進行自殺的記錄，而該些實踐者的結局不盡相同。該些氣體包括帶麻醉功效，且添加了带有強烈氣味的添加物的丁烷-丙烷煤氣。
實踐者的遺體往往不存在任何肉眼或顯微鏡能觀察到的自殺證據，因此如果自殺者在死去後被某人摘下塑料袋和氣體罐，法醫便難以追查及確定其死因。儘管瘀點為一般死者死於窒息的決定性證據之一，但只有少數（3%）以自殺用塑料袋來自殺的人身上出現瘀點。弗羅斯特曾研究兩宗透過塑料袋和惰性氣體來自殺的個案，其中之一的「雙邊眼睑皆出現瘀點，其氣道亦存有大量胃內容物。這項發現挑戰了『此一方法是無痛的，且不會使當事人产生對空氣的強烈渴求』的假設」。伊利和赫希於2000年發表一項綜述，並於當中結論道：結膜和臉部的瘀點只是血管出現純機械性現象後的產物，與窒息或缺氧無關；除非實踐者的脖子周圍被緊緊扎着，否則其不會出現瘀點。他們倆指出：
除非把拉繩拉緊至靜脈血不能從臉部流出的程度，否則實踐者的結膜和臉部一般不會出現瘀點。以拉繩緊套着頸部的實踐者可透過臉部存有「許多的瘀點」來識別。我們知道一些觀察者可能觀察到實踐者的臉部出現瘀點的罕見情況，然而我們還沒有看到該些觀察者對相關例子的詳細描述，這使得人們不能評定他們為何會出現瘀點。紐約市每年平均大約有15人透過自殺用塑料袋來自殺，但我們未曾見過他們的臉部出現瘀點。
現時已有透過自殺用塑料袋來自殺但未能成功的個案記錄。一項於2015年發表的個案研究探討了以此方式自殺未遂者可能需面對的後果，其指出：「如果自殺過程被某人中斷、氣體不足，或管子跟塑料袋的連接中斷，存活者的中樞神經系統便有很大可能需短暫處於嚴重缺氧的狀態」。腦細胞對氧氣水平的下降非常敏感，一旦缺氧，它們便會於5分鐘內陸續死亡。如果缺氧的程度足以引起昏迷，那麽昏迷的時長往往是在代表腦部出現長期損傷的程度。儘管在某些情況下昏迷可使大腦有機會修復受損部分，但一般而言，當事人的昏迷時間越長，其在之後一直處於植物人狀態的可能性便越高。

## 倫理問題
奧格登於2002年指出儘管有關如何透過自殺用塑料袋來自殺的資料「已影響了自殺者所選擇的自杀方式，但卻不影響整體自殺率。一種反傳統的浪潮已出現在協助他人自殺者這一群體中——他們更趨向於在醫學規範及框架之外協助他人自殺」。奧格登等人在2010年記錄了4例透過往面罩充入氦氣來協助自殺的案例。他們指出自殺用塑料袋可能在「非醫學化的協助自殺中扮演一個角色」。奧格登將自殺用塑料袋和惰性氣體的併用視為「最快捷的自殺方式；若得到正確使用，那麼實踐者便會在第二次呼吸後昏迷，並於約10分鐘內死亡」。
臨床心理學家Kleespies表示，奧格登的研究正好能提醒人們注意與隱性協助自殺有關的一些風險。他并不否认Ogden等死亡权倡导者認為该方法能「可靠快速地使人於無痛苦的情況下死去」的主张，但同時認為它可能會被沒有機會進行適當諮詢的人所使用，且其是一種毫無尊嚴、非個人化的「急躁」死亡方式。他解釋指前者主要是因為許多更有尊嚴的方法皆被認定為非法。他於最後表示，希望能透過為垂死者提供更好和更合適的看護，來減少當事人對這些自我解脫方法的渴求。
一項研究指出了有關醫學倫理的兩難困境：「推廣者可能要仔細衡量廣泛傳播這一種自殺方法所帶來的正面和負面影響：儘管令這一方法更廣為人知可能會產生一系列的潛在好處，但與此同時亦吸引了一些抑鬱症患者嘗試之」。

## 使用人群
此一自殺方法的推廣者會建議絕症患者使用之，使其能於無痛苦的情況下死去。然而縱觀全世界，大多數透過自殺用膠袋來自殺的人的身體都是沒有重大疾痛的。大多数使用者患有精神疾病或药物滥用成瘾，并非癌症等不治之症；这些疾病有通过治疗改善的可能。對其使用者的統計亦有浮動——在一項調查中，此一自殺方法的使用者大多為身體健康狀況不佳的中年人，他們當中許多都因為其暴力元素相對較輕而選擇之。
與老年人相比，年輕人及中年人使用自殺用膠袋來自殺的比例較高。就美國的情況而言，非西班牙裔的白人男性以其自殺的比例比女性或其他種族高。

## 延伸閱讀
- Ogden, Russel D. . Death Studies. 2001-07-01, 25 (5): 387-401. ISSN 0748-1187. PMID 11806409. doi:10.1080/07481180126092.